# Cratere Palisa
Palisa è un cratere lunare intitolato all'astronomo austriaco Johann Palisa (1848-1925); è collocato ad ovest del cratere Ptolemaeus ed a nord-nordest del cratere Davy; è in effetti collegato al cratere satellite 'Davy Y' da una larga interruzione a sud-ovest della parete rocciosa che lo delimita.
Questa parete è profondamente erosa e presenta, specialmente sul lato ovest, molte interruzioni che connettono il fondo del cratere al Mare Nubium. L'interno è quasi completamente piatto fatta eccezione per due piccoli crateri nell'interruzione a sud-ovest, il più grande dei quali è denominato 'Palisa P'. Altri crateri correlati ('D', 'A' e 'W') giacciono invece subito oltre la parete di nord-est.

## Crateri correlati
Alcuni crateri minori situati in prossimità di Palisa sono convenzionalmente identificati, sulle mappe lunari, attraverso una lettera associata al nome e posta sul lato del loro punto centrale più vicino al cratere principale.
| Palisa | Latitudine | Longitudine | Diametro |
| ------ | ---------- | ----------- | -------- |
| A      | 9,0° S     | 6,7° W      | 5 km     |
| C      | 7,7° S     | 6,4° W      | 9 km     |
| D      | 8,6° S     | 6,9° W      | 8 km     |
| E      | 8,4° S     | 5,7° W      | 18 km    |
| P      | 9,6° S     | 7,3° W      | 5 km     |
| T      | 8,2° S     | 8,2° W      | 12 km    |
| W      | 9,1° S     | 6,3° W      | 4 km     |